# El-Aurian
Az El-Aurian egy faj a kitalált Star Trek világában. 
Az El Aurianok utazók, akik szétszóródtak a galaxis különböző szegletébe. Ismeretes, hogy legalább egy El Arian meglátogatta a Földet 1893-ban, mielőtt az emberiség hivatalosan ismerte volna a földönkívülieket. 2265-ben a Borg átfogó támadást indított ellenük, egy maroknyi kivételével mindet asszimilálták. A túlélők szétszóródtak a galaxisban, hazát találva sok más faj között.
A Flotta első hivatalos kapcsolata a fajjal 2293-ban történt meg, mikor is egy csoport El Aurian menekült áthaladt a területükön. A szállítóhajókat elkapta és elpusztította a Nexus, ami ugyancsak ott tartózkodott abban az időben. Az Enterprise-B-nek sikerült megmentenie néhány túlélőt, köztük Guinant és dr. Tolian Sorant. Akik beléptek a Nexus-ba kifejlesztettek egy magasabb érzéket az idő és tér iránt a kapcsolat következményeképpen, noha a képesség részletei még nem tisztázottak.
Az El Aurian-ok büszkék, hogy ők a figyelők, és úgy látszik, hogy van egy bizonyos korlátozott empatikus képességük. Néhányan arra használták ezt a képességüket, hogy segítsenek másokon a bizalom közvetítőjeként. Páran sokkal bizonytalanabb dolgokra használták, dr. Soran arra, hogy véghezvigye őrült tervét, hogy visszajusson a Nexusba.
Fizikailag az El Aurianok nagyon hasonlítanak az emberekhez – a nemük és az etnikai csoportjaik is. Sokkal hosszabb ideig élnek, mint az emberek, de hogy meddig, az nem ismert.